# Surround Sound
Surround Sound è un singolo del rapper statunitense JID, pubblicato il 14 gennaio 2022 come primo estratto dal suo terzo album in studio The Forever Story.

## Descrizione
Il brano vede la partecipazione del rapper britannico 21 Savage e della cantautrice statunitense Baby Tate ed è stato prodotto dai produttori discografici statunitensi DJ Scheme, Christo e Nuri. All'inizio del brano è presente un campionamento di Ms. Fat Booty di Mos Def, che a sua volta campiona One Step Ahead di Aretha Franklin.
Il brano ha riacquisito popolarità intorno a novembre 2023 grazie al cosiddetto "ceiling trend" spopolato su TikTok in quel periodo che usava Surround Sound come audio.

## Video musicali
Il video musicale del brano, diretto da Mac Grant e Chad Tennies, è stato pubblicato sul canale YouTube di JID in concomitanza con l'uscita del singolo.

## Tracce
Testi e musiche di Destin Route, Shéyaa Abraham-Joseph, Tate Ferris, Gabriel Guerra, John Welch e Nuri Saberin.
1. Surround Sound (feat. 21 Savage e Baby Tate) – 3:49

## Classifiche
| Classifica (2022-24) | Posizione massima |
| -------------------- | ----------------- |
| Australia            | 29                |
| Austria              | 65                |
| Canada               | 27                |
| Germania             | 66                |
| Irlanda              | 45                |
| Lettonia             | 10                |
| Lituania             | 14                |
| Nuova Zelanda        | 21                |
| Regno Unito          | 35                |
| Slovacchia           | 99                |
| Stati Uniti          | 40                |
| Svizzera             | 60                |